# スンカイ駅
スンカイ駅 （スンカイえき、マレー語:Sungkai Railway Station） は、マレーシアのペラ州スンカイにある、マレー鉄道ウエスト・コースト線の駅である。

## 概要
KTMインターシティの一部の列車（シャトル・トレインは全列車）が停車する｡

## 歴史
- 1903年7月15日 - 駅開業。（ビドール～スンカイ間の開業による）

## 駅構造
相対式ホーム2面2線をもつ地上駅である。駅舎は北東側にあり、下りホームに面している。上りホームとは構内の跨線橋で結ばれている。
| 1 | ■ウエスト・コースト線（下り） | クアラ・ルンプール・シンガポール方面 |
| 2 | ■ウエスト・コースト線（上り） | バターワース・イポー方面             |